# إيلي كاستور
إيلي كاستور هو سياسي فرنسي، ولد في 28 أبريل 1943 في كايين في فرنسا، وتوفي في 16 يونيو 1996 في كليرمون فيران في فرنسا. نشط حزبياً في Guianese Socialist Party ‏. وقد انتخب نائب فرنسي عن دائرة French Guiana's 1st constituency ‏ خلال فترته النيابية ‏ (23 يونيو 1988 – 1 أبريل 1993) وانتخب نائب فرنسي عن دائرة  خلال فترته النيابية ‏ (2 أبريل 1986 – 14 مايو 1988) وانتخب نائب فرنسي عن دائرة  خلال فترته النيابية ‏ (2 يوليو 1981 – 1 أبريل 1986).